# Filippo Calandrini
Filippo Calandrini (Sarzana, 1403-Bagnoregio, 24 de julio de 1476) fue un eclesiástico italiano, nepote de Nicolás V, obispo de Bolonia, legado y cardenal.

## Biografía

### Familia
Nacido en Sarzana, en la República de Génova, fue hijo de Tommaso Calandrini y de su segunda esposa Andreola Bosi.  Tuvo dos hermanos: Federico y Caterina, y varios medio hermanos: Jacopo, Dorotea y Pietro, fruto del primer matrimonio de su padre con Elisabetta Malaspina, y Tommaso, hijo del primer matrimonio de su madre con Bartolomeo Parentucelli.  
Huérfano de padre desde los once años, Filippo y sus hermanos crecieron bajo la tutela de Giorgio Cattani.

### Carrera eclesiástica
Canónigo de la catedral de Lucca desde 1440, arcediano de la misma desde 1442 y protonotario apostólico, su ascenso en la carrera eclesiástica estuvo marcado por la elección como papa de su medio hermano Tommaso en 1447.  A finales de este mismo año le nombró obispo de Bolonia sucediendo al difunto Giovanni di Poggio, en septiembre de 1448 gobernador de Spoleto y en el consistorio del 20 de diciembre de 1448 le creó cardenal del título de Santa Susana, que tres años después cambió por el de San Lorenzo en Lucina. En 1450 fue nombrado legado en la Marca de Ancona.  
Tras la muerte de Nicolás V participó en el cónclave de 1455 en el que fue elegido papa Calixto III y en el de 1458 en que lo fue Pío II, con quien se halló presente en el Concilio de Mantua.  Penitenciario mayor desde 1459, intervino en el cónclave de 1464 en que salió Paulo II y ya como cardenal obispo de Albano en el de 1471 en que lo fue Sixto IV, durante cuyo pontificado optó por la sede de Porto-Santa Rufina.
Fue también Camarlengo del Colegio Cardenalicio en 1454 y 1471 y abad comendatario de varios monasterios en Italia.

### Muerte
Murió de peste o de gota en el verano de 1476 a los setenta y tres años de edad, no está claro si en Bagnoregio, Viterbo o Bagnaia.  Fue sepultado en la iglesia de San Lorenzo in Lucina donde su sobrino Giovanni Matteo mandó colocar una lápida junto a la última pilastra del lado derecho del templo.